# Extinción de incendios
Extinción de incendios es un mecanismo natural o forzado que elimina una situación de incendio una vez iniciada. 

## Elementos de un incendio
Un incendio se basa en cuatro elementos.

## Métodos
Los métodos de extinción son cuatro por lo tanto.  

## Técnicas

### Eliminar el comburente
Al hablar de eliminar el comburente,  se habla de desplazarlo de la reacción. 
Para eliminar el comburente, se emplean por ejemplo gases que lo desplazan,  como el CO2.  El CO2 es un gas que desplaza al O2,  impidiendo que la reacción tenga lugar. Es un método muy empleado en salas de telecomunicaciones,  gracias a que el CO2 no daña la electrónica ni los dispositivos.  

### Eliminar la reacción en cadena
De la misma manera que con el combustible,  acotar la reacción con materiales ignífugos es un modo de limitar dicha combustión. Algunos cables como los fabricados con materiales termoplásticos,  eliminan la reacción en cadena limitando el fuego

### Eliminar la temperatura
La reducción de temperatura llega a eliminar la reacción.  

## Sistemas
Los fuegos pueden tener diversos orígenes, por lo tanto no todas las combinaciones  origen-extintor son posibles. 
Los fuegos en entornos eléctricos no se pueden apagar con agua. Los fuegos en sistemas informáticos no se pueden apagar con extintores de polvos,  tampoco con agua. 
Cada fuego tiene su agente extintor adecuado. En determinados países,  es obligatoria la presencia de una manta ignífuga de extinción en las cocinas, la cual permite sofocar el fuego en una sartén simplemente echando la manta por encima del aceite en llamas.  
Los Bomberos son personal experto en conocer el origen de un fuego para proceder a extinguirlo de una manera eficiente y segura.